# 淮扬道
淮扬道，中华民国初期北洋政府設置的江蘇省的道。

## 沿革
民國二年（1913年）8月以清末淮安、扬州两府辖境置，民國三年（1914年）5月23日治淮阴县（今江苏淮安市城區）。道尹為要缺，二等。民國十六年（1927年）廢止。 
轄淮陰、淮安、泗陽、漣水、阜寧、鹽城、江都、儀征、東台、興化、泰縣、高郵、寶應等13縣。

## 行政區劃
廢止前所轄的縣有下列：
- 淮阴縣
- 淮安縣
- 泗阳縣
- 涟水縣
- 阜宁縣
- 盐城縣
- 江都縣
- 仪征縣
- 东台縣
- 兴化縣
- 泰县
- 高邮縣
- 宝应縣